# Nakagawa Zennosuke

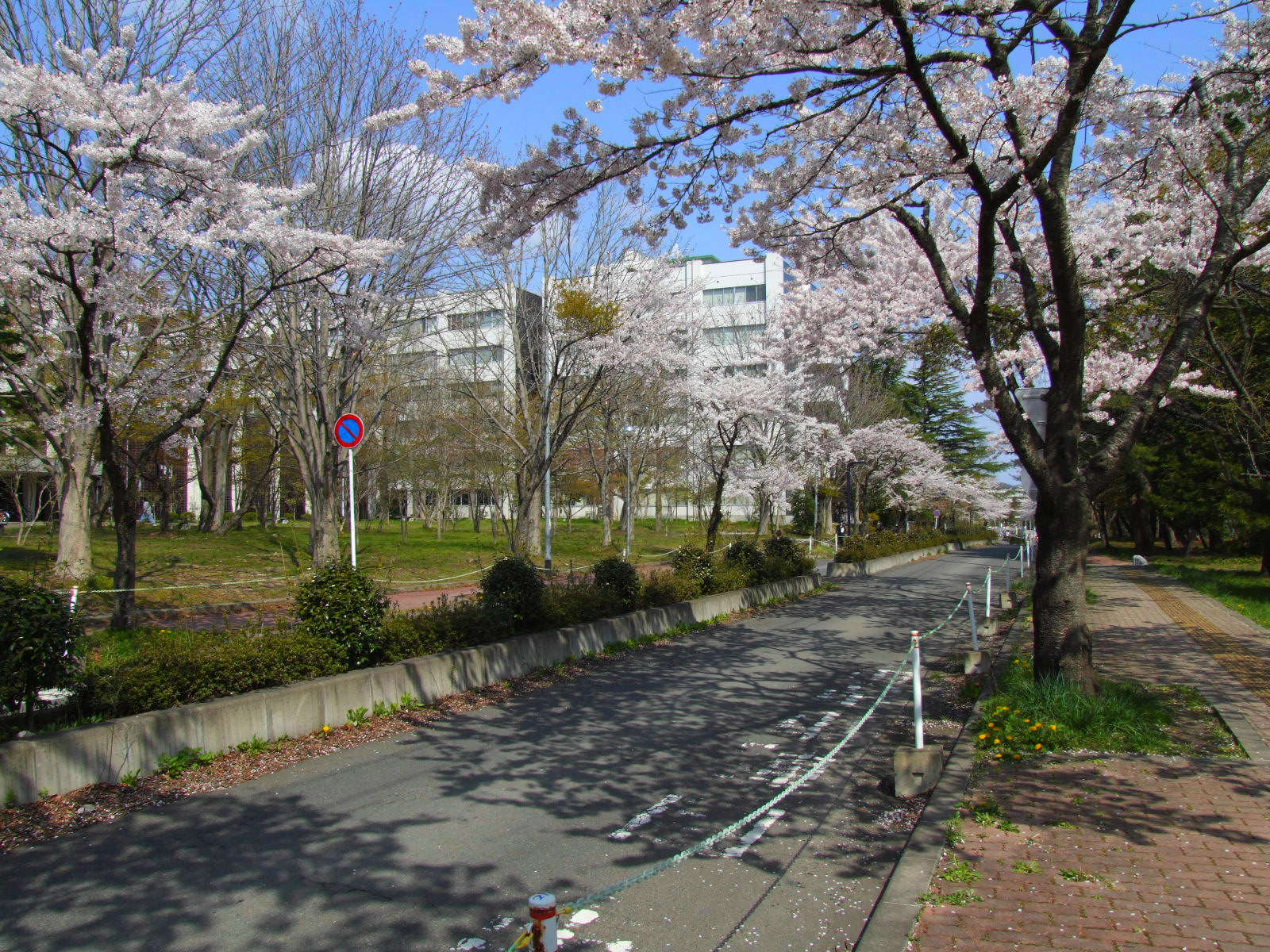
„Nakagawa-Allee“ auf dem Gelände der Universität Tōhoku.

Nakagawa Zennosuke (japanisch 中川 善之助; geboren 18. November 1897 in der Präfektur Tokio; gestorben  20. März 1975) war ein japanischer Rechtsgelehrter.

## Leben und Wirken
Nakagawa Zennosuke machte 1921 seinen Abschluss an der Universität Tokio an der Juristischen Fakultät im Fach Deutsches Rechtswesen. Ein Jahr später wurde er, gefördert von Hozumi Shigetō, Assistenzprofessor an der Universität Tōhoku und 1927 Professor.
Nach dem Zweiten Weltkrieg spielte Nakagawa 1947 eine führende Rolle bei wichtigen Revisionen des Familien- und Erbrechts. 1957 nahm er am Ausschuss zur Untersuchung der Verfassung (憲法調査会) teil, wobei er sich gegen eine Revision aussprach. 1961 ging er in den Ruhestand, wobei er als Meiyo Kyōju verabschiedet wurde.
Nakagawa übernahm dann eine Professur an der Gakushūin-Universität und wirkte von 1967 bis 1973 als Präsident der Universität Kanazawa, die ihn ebenfalls als Meiyo Kyōju verabschiedete. Er war u. a. Mitglied im „Ausschuss für soziale Wohlfahrt“ (社会福祉審議会, Shakai fukushi shingikai) und Vorsitzender des „Zentralrats für Maßnahmen bez. körperlich und geistig Behinderte“ (中央心身障害者対策協議会, Chūō shinshin-shōgaisha taisaku kyōgikai).
Zu Nakagawas Schriften gehören  „Grundlegende Theorie des Personenrechts“ (身分法の基礎理論, Mibun-hō no kiso riron) 1939, „Allgemeine Fragen des Personenrechts“ (身分法の総則的課題, Mibun-hō no sōsoku-teki kadai), „Familienrecht Japans“ (日本親族法, Nihon shinzoku-hō) 1942, „Familienrecht“ (親族法, shinzoku-hō), 2 Bänder 1958, „Erbrecht“ (相続法, Sōzoku-ō), 2 Bände 1964. Er war auch als Essayist tätig: „Der Schnee taut, die Sonne geht unter“ (雪やけ陽やけ, Yuki-yake, Yō-yake), „Die Frauenuniversität, eine Kritik“ (女大学, 批判 – Onna daigaki, hihyō), „Bürgerliches Recht, eine Topografie“ (民法風土記, Minpō fūdoki).
Bestattet wurde Nakagawa auf dem Friedhof des Tōkei-ji in Kamakura.